# Arbeiterkolonie Westend

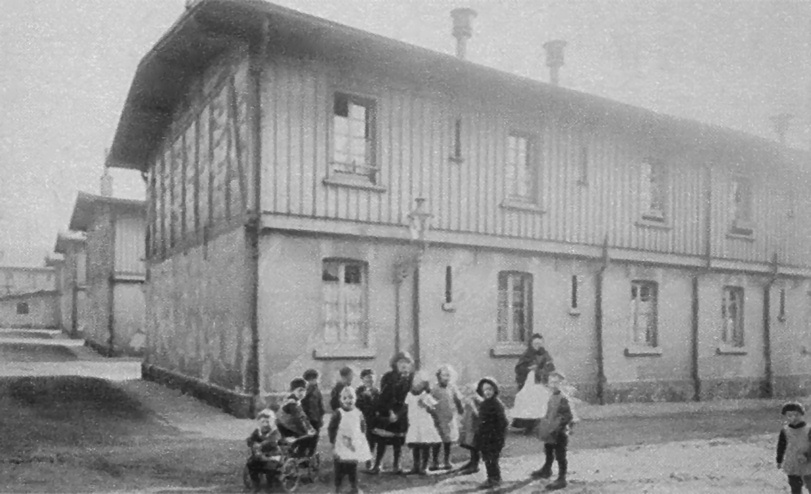
Häuser der Arbeiterkolonie Alt-Westend

Die Arbeiterkolonie Westend war die erste Werkssiedlung der Firma Krupp in Essen. Sie entstand in zwei Bauabschnitten ab 1863.

## Geschichte
Anfang der 1860er Jahre sah sich Alfred Krupp genötigt, für die stetig steigende Zahl von Arbeitern seiner rasch expandierenden Gussstahlfabrik auf dem Gelände des heutigen Krupp-Gürtels im Westviertel Wohnraum zu schaffen. Eine sich damals zuspitzende Wohnungsnot in Essen resultierte aus Zuwanderungen von Arbeitskräften für die Krupp'schen Werke, aber auch für den aufstrebenden Bergbau in der Region. Daraufhin richtete Alfred Krupp ein firmeninternes Baubüro unter der Leitung des Architekten Gustav Kraemer ein. Nach Errichtung zweier so genannter Meisterhäuser in den Jahren 1861/1862, etwa 300 Meter vom Westend entfernt, entstand die Krupp'sche Arbeiterkolonie Westend in zwei Bauphasen, Alt-Westend 1863 und Neu-Westend 1871/1872, für einfache Arbeiter, die aufgrund der barackenähnlichen Einfachheit und Eintönigkeit vom Volksmund auch Neu-Berlin genannt wurde.
Alfred Krupp ließ der Kolonie Westend bis 1874 weitere folgen: die Arbeiterkolonien Nordhof, Schederhof, Baumhof und Kronenberg. Nach 1874 wurde der Krupp'sche Wohnungsbau wegen einsetzender Rezession und unter anderem dem daraus resultierendem Beinahe-Bankrott der Firma Krupp eingestellt. Nach dem Tode von Alfred Krupp 1887 griff sein Sohn Friedrich Alfred Krupp mit dem Leiter des Krupp'schen Baubüros, Robert Schmohl, den Wohnungsbau wieder auf, der mit den Siedlungen Alfredshof und Altenhof ab 1891 in neuer Form ganz neue Ausmaße annahm.

### Alt-Westend

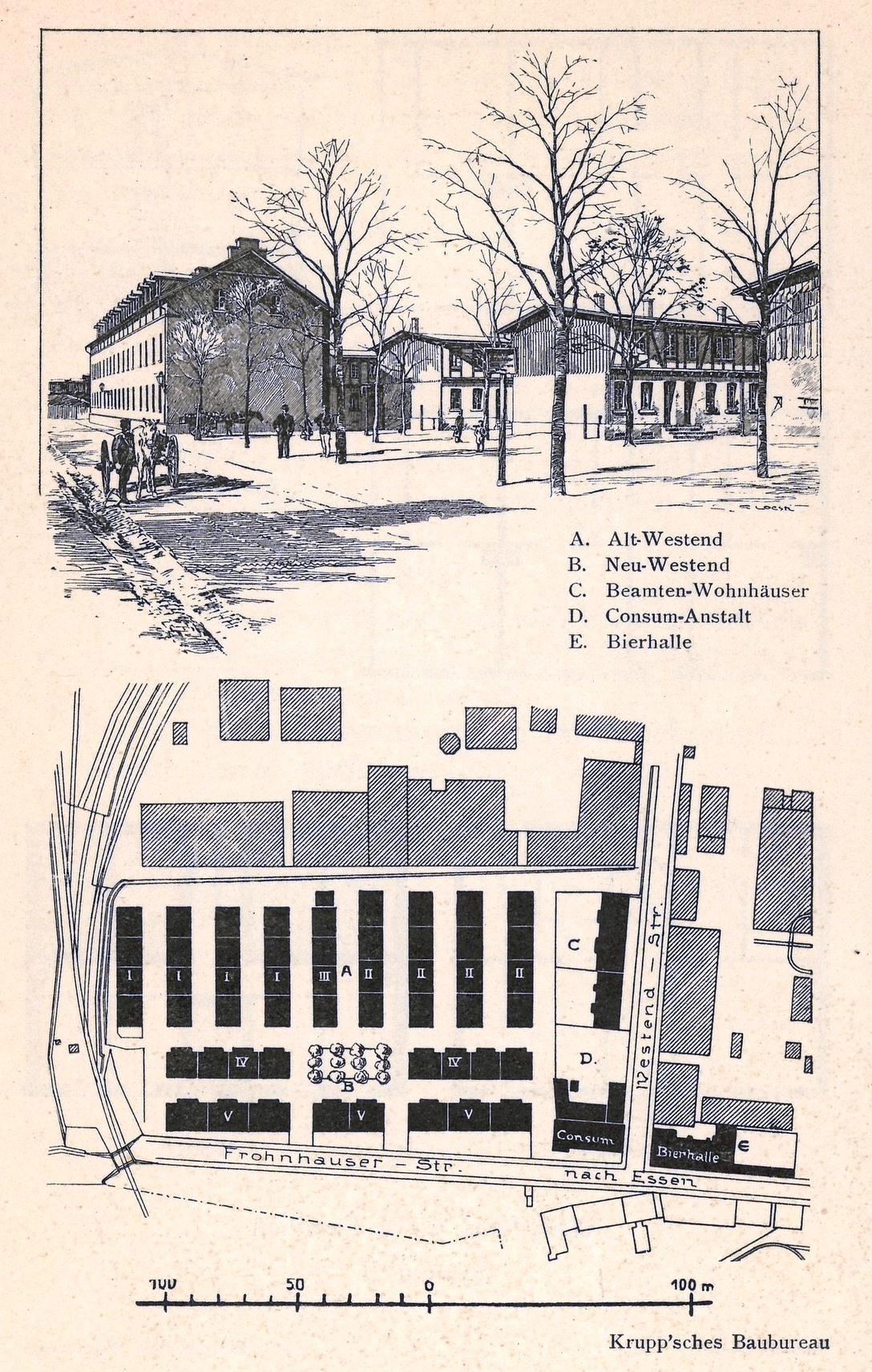
Schema der Kolonie

Auf eigenem Werksgelände, das sich an der Frohnhauser Straße, Ecke Westendstraße, in fußläufiger Entfernung zur Gussstahlfabrik befand, ließ Krupp schließlich innerhalb von drei Monaten im Sommer 1863 neun zweigeschossige Häuserzeilen in offener Bauweise errichten. Diese ersten Wohnhäuser, später Alt-Westend genannt, waren parallel angeordnet und von beiden Straßenzügen aus einige Meter nach hinten versetzt worden. In dem Bereich davor sollten in weiteren Bauabschnitten weitere Häuser bis zu beiden Straßenzügen entstehen. Insgesamt enthielten die Häuser von Alt-Westend 136 Wohnungen, dabei wurden in einer der acht Häuserzeilen größere Wohnungen für Familien eingerichtet. Alle anderen Wohnungen bestanden aus einer etwa 15 Quadratmeter großen Wohnküche, einem Schlafraum und einer Toilette. Vermutlich waren einige Häuser zunächst als Einfamilienhäuser geplant, jedoch erzwang die Wohnungsnot schon beim Bau der Häuser einen Umbau für zwei Parteien mit gemeinsamer Toilette im unteren Treppenhaus. Hier diente das Treppenhaus auch als Verbindungsflur zwischen den Zimmern einer Wohnung. Die neun Häuserblocks waren baulich sehr einfach mit gemauertem Erdgeschoss, aus Fachwerk aufgesetztem Obergeschoss, recht flachem, mit Teerpappe gedecktem Dach ohne Dachböden und halb unterkellert gestaltet.
Nach 1865 verschlechterte sich die wirtschaftliche Lage der Firma Krupp derart, dass etwa acht Jahre keine weiteren Aktivitäten in Sachen Wohnungsbau mehr stattfanden.

### Neu-Westend
Erst nach dem Ende des Deutsch-Französischen Krieges im Jahre 1871 verbesserte sich die Lage spürbar. Bereits im Herbst desselben Jahres begannen die Arbeiten an fünf neuen Häuserzeilen, die quer vor das Alt-Westend, parallel zur Frohnhauser Straße gebaut wurden. Drei dieser Wohnblöcke lagen direkt am Straßenzug, die anderen beiden in zweiter Reihe dahinter, wobei zwischen diesen beiden ein begrünter Siedlungsmittelpunkt mit Baumbestand angelegt wurde. Im Winter 1871/1872 wurden die neu errichteten 96 Wohnungen im Neu-Westend von Kruppianern bezogen. Da diese Häuser möglichst schnell billigen Wohnraum für die Arbeiterschaft zur Verfügung stellen sollten, waren sie dementsprechend architektonisch an die Vorgängerbauten von Alt-Westend angelehnt. Zwei unterschiedliche Wohnungstypen mit Toiletten jeweils im Treppenhaus entstanden. Die kleinere Variante mit Wohnküche und Schlafraum war in den zwei Häuserzeilen der zweiten Reihe untergebracht. In den drei Wohnblocks direkt an der Frohnhauser Straße waren die größeren, etwa 55 m² großen Wohnungen mit Küche, davon getrenntem Wohnraum und Schlafraum auf drei Etagen angesiedelt: Hochparterre, Erste Etage, Dachgeschoss. Das mit Dachpfannen gedeckte Dachgeschoss war zunächst als Dachboden geplant, wurde jedoch aus Wohnungsmangel ausgebaut. Die Häuser waren mit einem Gewölbekeller ganz unterkellert.
Durch Erweiterungen mit einer Konsumanstalt, einem Geschäft, in dem die Arbeiter günstig einkaufen konnten, direkt auf der Ecke Frohnhauser Straße/Westendstraße, und einer Bierhalle auf der gegenüberliegenden Straßenecke, erhielt das Westend den Charakter einer Arbeiterkolonie. Die Bierhalle war um 1900 Sitz des Essener Spar- und Bauvereins. Angrenzend an die Westendstraße, fast parallel zu den Häuserzeilen Alt-Westend wurde eine Zeile so genannter Beamtenhäuser mit größeren Wohnungen für leitende Angestellte errichtet.

## Heutiger Zustand

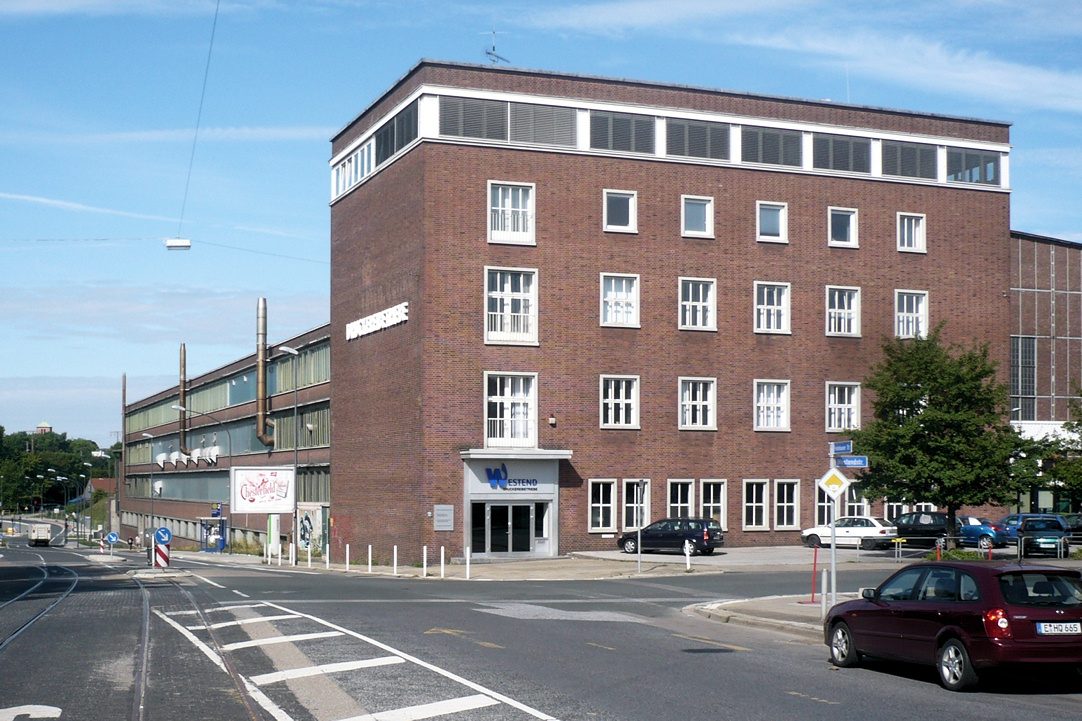
Druckerei auf dem Gelände der ehemaligen Kolonie Westend – 2010

Von der ehemaligen Arbeiterkolonie ist heute nichts mehr vorhanden. Zwischen Oktober 1954 und Februar 1955 zog der Druckereibetrieb Graphische Anstalt Krupp auf das Gelände, welcher noch heute unter dem Namen Westend Druckereibetriebe GmbH dort tätig und seit 2005 aus dem ThyssenKrupp-Konzern ausgegliedert ist.